# Národný futbalový štadión
Národný futbalový štadión (Nederlands: Nationaal Voetbalstadion), of Tehelné pole, is een multifunctioneel voetbalstadion in de Slowaakse hoofdstad Bratislava. Het is de thuisbasis van voetbalclub Slovan Bratislava, een van de succesvolste clubs van het land. Het stadion biedt plaats aan maximaal 22.500 toeschouwers. Ook het Slowaaks voetbalelftal speelt interlands in dit onderkomen. In 2013 werd begonnen met de bouw van het stadion en in 2019 werd het geopend. Op dezelfde plek stond het vroegere onderkomen van Slovan Bratislava met dezelfde naam, het Tehelné pole.

## Interlands
| 1                             | 13 oktober 2019   | Slowakije – Paraguay        | 1 – 1 | Vriendschappelijk    | 6.669  |
| 2                             | 4 september 2020  | Slowakije – Tsjechië        | 1 – 3 | UEFA Nations League  | 0      |
| 3                             | 8 oktober 2020    | Slowakije – Ierland         | 0 – 0 | EK 2020 kwalificatie | 0      |
| 4                             | 4 september 2021  | Slowakije – Kroatië         | 0 – 1 | WK 2022 kwalificatie | 9.047  |
| 5                             | 7 september 2021  | Slowakije – Cyprus          | 2 – 0 | WK 2022 kwalificatie | 6.762  |
| 6                             | 27 september 2022 | Canada – Uruguay            | 0 – 2 | Vriendschappelijk    | 4.500  |
| 7                             | 20 november 2022  | Slowakije – Chili           | 0 – 0 | Vriendschappelijk    | 19.757 |
| 8                             | 26 maart 2023     | Slowakije – Bosnië en Herz. | 2 – 0 | EK 2024 kwalificatie | 6.052  |
| 9                             | 8 september 2023  | Slowakije – Portugal        | 0 – 1 | EK 2024 kwalificatie | 21.473 |
| 10                            | 11 september 2023 | Slowakije – Liechtenstein   | 3 – 0 | EK 2024 kwalificatie | 13.679 |
| 11                            | 16 november 2023  | Slowakije – IJsland         | 4 – 2 | EK 2024 kwalificatie | 21.548 |
| 12                            | 23 maart 2024     | Slowakije – Oostenrijk      | 0 – 2 | Vriendschappelijk    | 9.912  |
| 13                            | 11 oktober 2024   | Slowakije – Zweden          | 2 – 2 | UEFA Nations League  | 15.381 |
| Bijgewerkt op 2 december 2024 |                   |                             |       |                      |        |